# Franak
Franak je povijesno ime novčane jedinice nekoliko država. Smatra se da riječ franak dolazi od natpisa na latinskom jeziku francorum rex ("kralj Franaka") koji je bio utisnut na prve francuske novčiće. Također postoji mišljenje kako riječ franak porijeklo vuče od riječi iz francuskog jezika franc koja znači "slobodan".
Franak je bio u upotrebi u Francuskoj, Belgiji, Monaku i Luksemburgu sve do uvođenja Eura 1. siječnja 2002. godine. Franak je još uvijek novčana jedinica u Švicarskoj. Osim Švicarske, franak je još uvijek novčana jedinica u bivšim francuskim kolonijama u Africi (tzv. Franak CFA) i Polineziji (tzv. Franak CFP). 

## Valute u optjecaju
- burundski franak
- CFA franak (srednjoafrički i zapadnoafrički franak)
- CFP franak (franak francuskih pacifičkih teritorija)
- džibutski franak
- gvinejski franak
- komorski franak
- kongoanski franak
- ruandski franak
- švicarski franak

## Povijesne valute
- alžirski franak
- belgijski franak
- francuski franak
- franak Francuske Ekvatorske Afrike
- luksemburški franak
- malijski franak
- malgaški franak
- monegaški franak
- tuniški franak